# 2046 Leningrad
Leningrad (asteróide 2046) é um asteróide da cintura principal, a 2,6138991 UA. Possui uma excentricidade de 0,173104 e um período orbital de 2 052,83 dias (5,62 anos).
Leningrad tem uma velocidade orbital média de 16,75227458 km/s e uma inclinação de 2,74149º.
Esse asteróide foi descoberto em 22 de Outubro de 1968 por Tamara Smirnova.